# 羅什尼亞捷
48°52′9″N 24°12′13″E / 48.86917°N 24.20361°E
羅什尼亞捷（烏克蘭語：Рошняте），是烏克蘭西部的村莊，隸屬伊萬諾-弗蘭科夫斯克州的卡盧什區。該村面積3.6平方公里，2001年人口276，人口密度每平方公里76.6人。